# Klika (podgrupa)
Klika – w socjologii podgrupa osób, działająca w ramach szerszej całości, którą łączą więzi a także zwykle wspólne interesy. Jej członkowie wchodzą w różnego rodzaju stosunki częściej ze sobą niż z osobami spoza kliki. 
Krystyna Daszkiewicz definiowała klikę jako nieformalną grupę (organizację) osób powiązanych wspólnymi interesami, których celem jest uzyskanie bezprawnych korzyści materialnych i niematerialnych. Częstokroć grupa taka działa pod przykrywką organizacji legalnej (np. przedsiębiorstwa, organizacji społecznej lub spółdzielni). M. Dalton w pracy Men Who Manage opracował typologię klik, wyróżniając trzy ogólne typy: kliki pionowe, poziome i przypadkowe. W klikach pionowych o charakterze symbiotycznym osoby z różnych szczebli struktury zwierzchnictwa realizują wspólne interesy, np. szef faworyzuje podwładnych należących do kliki, a ci w zamian dostarczają mu informacje i umacniają jego pozycję. W pionowych klikach pasożytniczych przełożony stosuje zasadę „dziel i rządź", wybierając wśród podwładnych „faworytów-donosicieli", poprzez których może oddziaływać na pozostałych, gdyż ci są przekonani o wielkich możliwościach wybrańców szefa, więc zabiegają o ich względy, przekazując im stale informacje o innych pracownikach.
Pozioma klika defensywna łączy pracowników na tym samym szczeblu, którzy współpracują ze sobą w sytuacji zagrożenia zewnętrznego, takiej jak kontrola czy reorganizacja. W przypadku ustania zagrożenia klika zwykle się rozpada. Może jednak przekształcić się w poziomą klikę agresywną, która skupia się już nie na obronie, ale jest w stanie tworzyć nowe sytuacje, a nawet zmienić się w klikę o charakterze pionowym, gdy jeden z członków grupy przy poparciu innych zdoła awansować na wyższe stanowisko.
Członkowie klik przypadkowych zazwyczaj nie mają świadomości istnienia reguł wspólnej polityki oraz wspólnych celów. Łączy ich przyjaźń i społeczna satysfakcja. Szukają swojego towarzystwa, powierzchownie wchodząc w stosunki z członkami innych klik. Nie odgrywają więc istotnej roli w tworzeniu klik innego rodzaju, gdyż posiadane przez nich informacje są niewiele warte lub zniekształcone.